# 运漕酒
运漕酒简称运酒，是安徽省含山县出产的一种白酒，源于乾隆末年当地的徽商字号“洪仪泰酱糟坊”，第二次国共内战后当局以其为基础成立国营酒厂，后数度易名。酒厂所产的“运漕”牌、“运漕特曲”、“运漕粮液”曾在当地广受欢迎，并多次获奖，2003年10月被私企安徽大山工贸有限公司收购为民企后，聘请泸州老窖工程师为技术顾问，开发出新款浓香型白酒，产品也荣获地理标志保护产品。现产品包括浓香型白酒和兼香型白酒系列。